# Fox McCloud
Fox McCloud (フォックス・マクラウド, Fokkusu Makuraudo), beter bekend als Fox, is een personage uit de computerspelserie Star Fox. Hij is bedacht door Shigeru Miyamoto en het ontwerp is afkomstig van Takaya Imamura. Zoals zijn naam al doet vermoeden is hij een vos en de hoofdpersoon uit de serie.
In elk spel bestuurt de speler Fox, op de grond of in zijn Arwing. Fox McCloud is de leider van het Star Fox-team. De andere leden van dit team zijn Falco Lombardi, Peppy Hare en Slippy Toad.
In de Engelse uitgave van Star Fox 64 werd zijn stem ingesproken door Mike West. In zowel de Japanse versie van dit spel, als in de Japanse Super Smash Bros. serie werd zijn stem ingesproken door Shinobu Satouchi. In de Engelse versie van Super Smash Bros. en Super Smash Bros. Melee werd Fox' stem ingesproken door Steve Malpass van Rare. In Star Fox: Assault, werd zijn stem gedaan door Jim Walker in de Engelse versie en door Kenji Nojima in de Japanse versie.

## Fysieke verschijningen
Fox McCloud is een antropomorfe vos, en zijn design is afkomstig van Takaya Imamura. Volgens de handleiding van Lylat Wars, is Fox' design afgeleid van de vossen van de Japanse god Inari; de kitsune, hoewel hij meer weg heeft van een gewone vos. Fox draagt gewoonlijk een rode "sjaal" om zijn nek, net als de standbeelden van de Inari heiligdommen. In de originele Star Fox, draagt Fox een oranje shirt met een pilotenjasje, metaalachtige laarzen en een communicatie-systeem op zijn hoofd. In Lylat Wars, is zijn pak groen in plaats an oranje en de mouwen van zijn jasje zijn opgerold tot op zijn ellebogen. In Super Smash Bros. en zijn opvolger, Melee, ziet Fox er ongeveer hetzelfde uit als in Lylat Wars. In Star Fox Adventures draagt hij een wit vest in plaats van een jasje, is zijn headset vervangen door een apparaatje op zijn pols en draagt hij een kniebeschermer op zijn linkerbeen. Hij draagt ook een grote rugzak waarin hij voorwerpen kan meenemen, zoals Krystals staf en CloudRunner Flute. In Star Fox: Assault, is zijn uiterlijk drastisch aangepast. Hij draagt een groen en rood pak, een wit vest, knievullingen en schoudervullingen, en zijn laarzen zijn rood en zwart in plaats van grijs. Net als in Adventures, zit zijn communicatie-systeem op zijn pols. In Star Fox Command, gaat Fox terug naar zijn Lylat Wars uiterlijk, maar wel met opgerolde mouwen. In Super Smash Bros. Brawl, heeft Fox een vergelijkbaar uiterlijk als dat hij had in Lylat Wars en Command.